# アインシュタイン (単位)
アインシュタイン（ドイツ語: Einstein, 記号:E）は、光化学で用いられる、光子の物質量（モル数）に関係した単位である。アインシュタインという単位名称は、1905年の論文において光電効果の原因を解明し、光量子（現在は光子と呼ばれる）という考えを示したアルベルト・アインシュタインにちなむ。

## 定義と意味
1 アインシュタインは、1 モル（アボガドロ数個）の光子が持つエネルギーと定義されている。ただし、光の光子あたりエネルギーはその周波数（あるいは波長）によって変わる。同じアインシュタインでもエネルギーは数倍（理論上は数千倍でも数百万倍でも）変わるので、アインシュタインはエネルギーそのものを表す単位ではない。
実際はアインシュタインは、エネルギーではなく光子の物質量を表すのに使われる。つまり、「光子の物質量は 10 モルである」と言いたいときに「光のエネルギーは 10 アインシュタインである」のように言う。この際、そのエネルギーが具体的にどれだけか（何ジュールか）は問題としない。

## 換算
アインシュタインをジュール（あるいは他のエネルギーの単位）に換算するには、光の周波数か波長を特定する必要がある。
光子 1 個のエネルギーはプランク定数×周波数なので、hNA（モルプランク定数 = プランク定数×アボガドロ定数）= 3.9903127128934314×10−10 J·s/mol（ジュール秒毎モル）に周波数をかければ換算係数が求まる。あるいは、h · c · N A（プランク定数 × 光速度 × アボガドロ定数） = 1.1962656563869700914603812×10−1 J·m/mol（ジュールメートル毎モル）を波長で割ってもいい。2019年にSI基本単位が再定義されたことによりプランク定数、アボガドロ定数、光速度がすべて正確な定義値になったため、それぞれの換算係数も正確な値である。
こうして求まる換算係数は J/mol（ジュール毎モル）である。アインシュタインは実質的に物質量でありモルに等しいので、アインシュタインの値にこの換算係数をかければジュールの値が求まる。なお、換算係数でなく「1アインシュタインのエネルギー」を考える場合は、以上の全ての値に 1 モルをかけて単位から /mol を消しておく。

## 使用例
アインシュタインは光合成の研究に用いられる。それは、酸素の生産量が与えられているとき、それに必要な光の条件は、光の周波数ではなく光子の量であるからである。例えば、1 モルの酸素を生産するためには約 9 アインシュタインの光子が必要である。
放射照度は、E/s·m2（アインシュタイン毎秒毎平方メートル）として計測することができる。なお、SI における放射照度の単位は W/m2（ワット毎平方メートル） = J/s·m2（ジュール毎秒毎平方メートル）である。光合成有効放射 (PAR) はアインシュタインの10−6 倍のマイクロアインシュタインを用いて、µE/s·m2（マイクロアインシュタイン毎秒毎平方メートル）という単位で報告されることが多い。